# Arístregui
Arístregui (en euskera y cooficialmente: Aristregi) es un pueblo tutelado del municipio español de Juslapeña, en la Comunidad Foral de Navarra.

## Historia
A mediados del siglo XIX, cuando contaba con 57 habitantes, era ya lugar del valle de Juslapeña, municipio al que pertenece en la actualidad. Aparece descrito en el Diccionario geográfico histórico de Navarra (1842) de Teodoro Ochoa de Alda con las siguientes palabras:

ARISTREGUI l. del vll. Juslapeña, m. de P. y á 2 leg. y ½: conf. con Larrayoz, Sarasa, Osinaga y Larumbe: situado al o. del vll: cosecha de trigo y otros menuceles: una parroquia de San Juan Bautista con un cura y 57 a.
(Ochoa de Alda, 1842, p. 21)

A fecha de 2021, tenía 32 habitantes censados.